# Hoplia fulvofemorata
Hoplia fulvofemorata är en skalbaggsart som beskrevs av Moser 1912. Hoplia fulvofemorata ingår i släktet Hoplia och familjen Melolonthidae. Inga underarter finns listade i Catalogue of Life.